# 舊日洛沃區

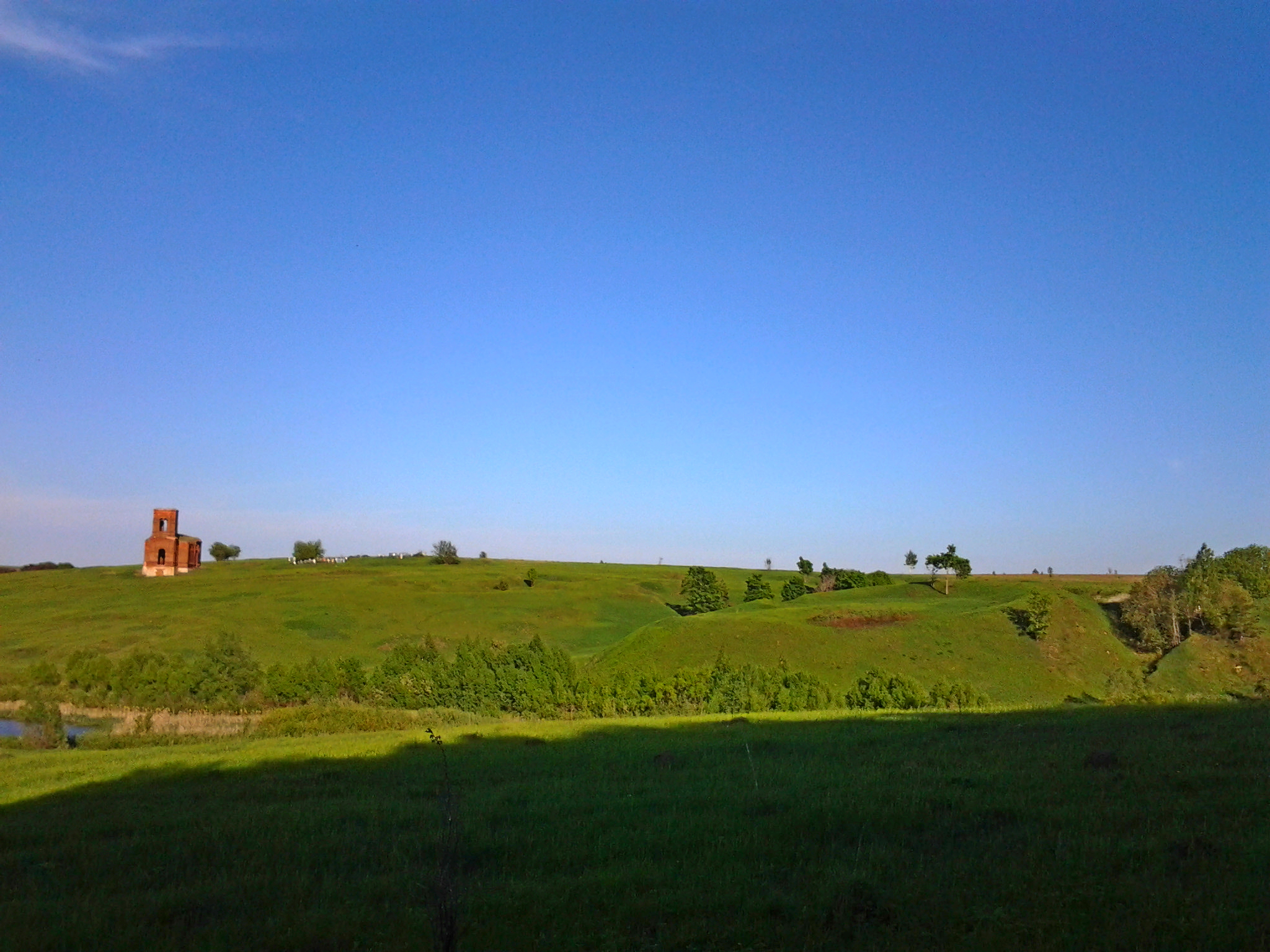

54°13′42″N 39°54′41″E / 54.22833°N 39.91139°E
舊日洛沃區（俄语：Старожиловский район），是俄羅斯的一個區，位於該國西部，由梁贊州負責管轄，面積1,007平方公里，2010年該區人口17,136，人口密度每平方公里17.02人。